# Canton de San Vicente (Bolivie)

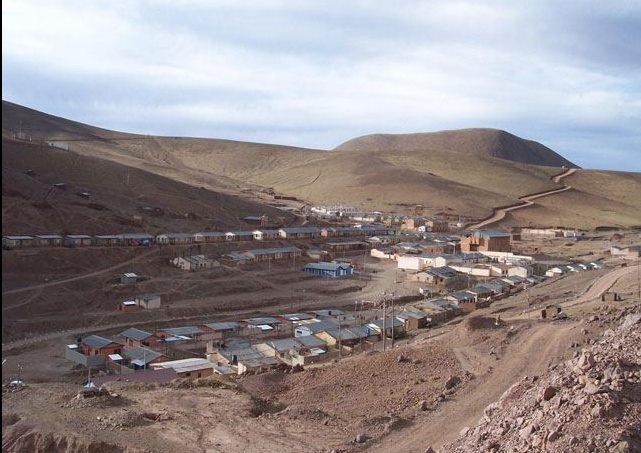
Centre minier de San Vicente.

San Vicente de Canton est l'un des cantons de la Municipalité d'Atocha, la deuxième section municipale de la Province de Sud Chichas dans le Département de Potosí, dans le sud-ouest de la Bolivie. Lors du recensement de 2001, il comptait de 104 habitants. Son siège est à San Vicente, d'une population de 50 habitants en 2001.

## Butch Cassidy et le Kid
San Vicente prétend être le lieu où les hors-la-loi Butch Cassidy et Sundance Kid ont été tués. L'histoire raconte qu'ils ont attaqué et pillé un convoi de la paye d'une société minière le 3 novembre 1908, puis ont été retrouvés trois jours plus tard à San Vicente, où ils ont trouvé refuge dans une maison. Il s'est ensuivi une fusillade avec trois policiers et les autorités locales. Contrairement à la finale de la fusillade de la scène dans le film Butch Cassidy et le Sundance Kid, l'un des hors-la-loi tire sur l'autre avant de se suicider. Cependant, une tombe prétendant contenir le reste de Sundance Kid, a été exhumé et contenait en fait le corps de Gustave Zimmer, un allemand.
San Vicente a un musée Butch et Sundance et la compagnie minière locale propose des visites guidées.